# Der Jungherr von Strammin
Der Jungherr von Strammin ist ein im Jahr 1943 erstmalig veröffentlichter Roman von Hans Fallada.

## Entstehungsgeschichte
Der Roman wurde ursprünglich im Auftrag für die Zeitschrift Die Woche verfasst. Kurz nachdem er begonnen hatte, sie zu schreiben, wurde er schwer krank und verschob deshalb die Veröffentlichung, um dann innerhalb von 10 Tagen nach der Genesung den Roman fertigzustellen.

### Veröffentlichung
In der Zeitschrift erschien der Text als Fortsetzungsroman, den Fallada selbst kürzte. Ursprünglich geplant war eine Veröffentlichung im Rowohlt Verlag, die allerdings nicht zustande kam, da dieser am 1. November 1943 geschlossen wurde. Nach dem Krieg lehnte Rowohlt eine Veröffentlichung ab, da er keine „liegengebliebenen Schnulzen“ wolle. Auch der Aufbau Verlag lehnte ab, da die Darstellung des landbesitzenden Adels ihnen als zu freundlich erschien und man befürchtete, dies könne als Gegnerschaft zur Bodenreform ausgelegt werden. 1965 erschien der Roman dann im Ullstein Verlag unter dem Titel Junger Herr – ganz groß. 1994 erschien die erste Ausgabe unter dem vom Fallada gewählten Titel im Aufbau Verlag.

## Inhalt
Der Protagonist, der Erbe des Hofes Strammin, wird von seinem Vater beauftragt, die Weizenernte des Jahres in das nahegelegene Stralsund zu bringen, um sie dort zu verkaufen. Auf dem Weg wird er vom Rechtsberater der um Stralsund liegenden Höfe angehalten und gebeten, ihn zu begleiten. Der Besuch gilt dem Großonkel und dessen Sohn, die zurückgezogen auf einem Hof leben. Der Rechtsberater spricht im Auftrag der Frau des Sohnes Gregor vor und möchte diesen überzeugen, die Hochzeit der beiden anzuerkennen. Das Gespräch scheitert und beide werden hinausgeworfen.
Der Jungherr Lutz begibt sich nach Stralsund und lernt dort die Frau von Lutz kennen, die hochschwanger auf eine Nachricht wartet. Sie stammt aus Italien und wurde von Gregor bei der Polizei angezeigt, sodass sie sich heimlich in der Stadt bewegen muss. Von Strammin verliebt sich in sie und bringt sie nachts auf die Insel Hiddensee, anschließend über die Insel Rügen nach Ückeritz, wo sie einen Sohn zur Welt bringt.
Die Jugendfreundin und Verlobte von Lutz von Strammin, Bessy, hat in der Zwischenzeit den Weizen verkauft, das zurückgehaltene Geld von Gregor und seinem Vater beschafft sowie Hilfe für die junge Mutter organisiert. Von Strammin wendet sich erneut an seinen Großonkel und sie kommen überein, dass er Beweise für die Rechtmäßigkeit der Hochzeit und der Abstammung des Säuglings in Italien organisiert, um nachzuweisen, dass Gregor mit der jungen Italienerin verheiratet ist. Er spürt Gregor in Berlin auf, fährt mit ihm nach Paris und bekommt dort einen gefälschten Trauschein, mit dem Gregor die junge Frau belogen hatte. Niedergeschlagen macht er sich auf den Weg zurück nach Berlin und trifft dort seine Verlobte, mit der er schließlich wieder nach Strammin fährt.

## Rezeption
Von der Literaturwissenschaftlerin Gundula Engelhard wird der Roman als Coming-of-Age-Geschichte eingeordnet. Der Literaturwissenschaftler Sven Hanuschek sieht parzivaleske Elemente und betont die ironische Darstellung der deutschtümeligen Protagonisten sowie die Darstellung des Landjunkers als beschränkt heraus. Fallada selbst ordnete die zwischen 1933 und 1945 entstandenen Texte als Kompromiss mit dem Nationalsozialismus ein und erklärte damit auch die Hinwendung zu leichter Unterhaltungsliteratur.

## Ausgabe
- Der Jungherr von Stramin, Aufbau Verlag, Berlin 2017, ISBN 978-3-7466-3435-7